# Adesso SE

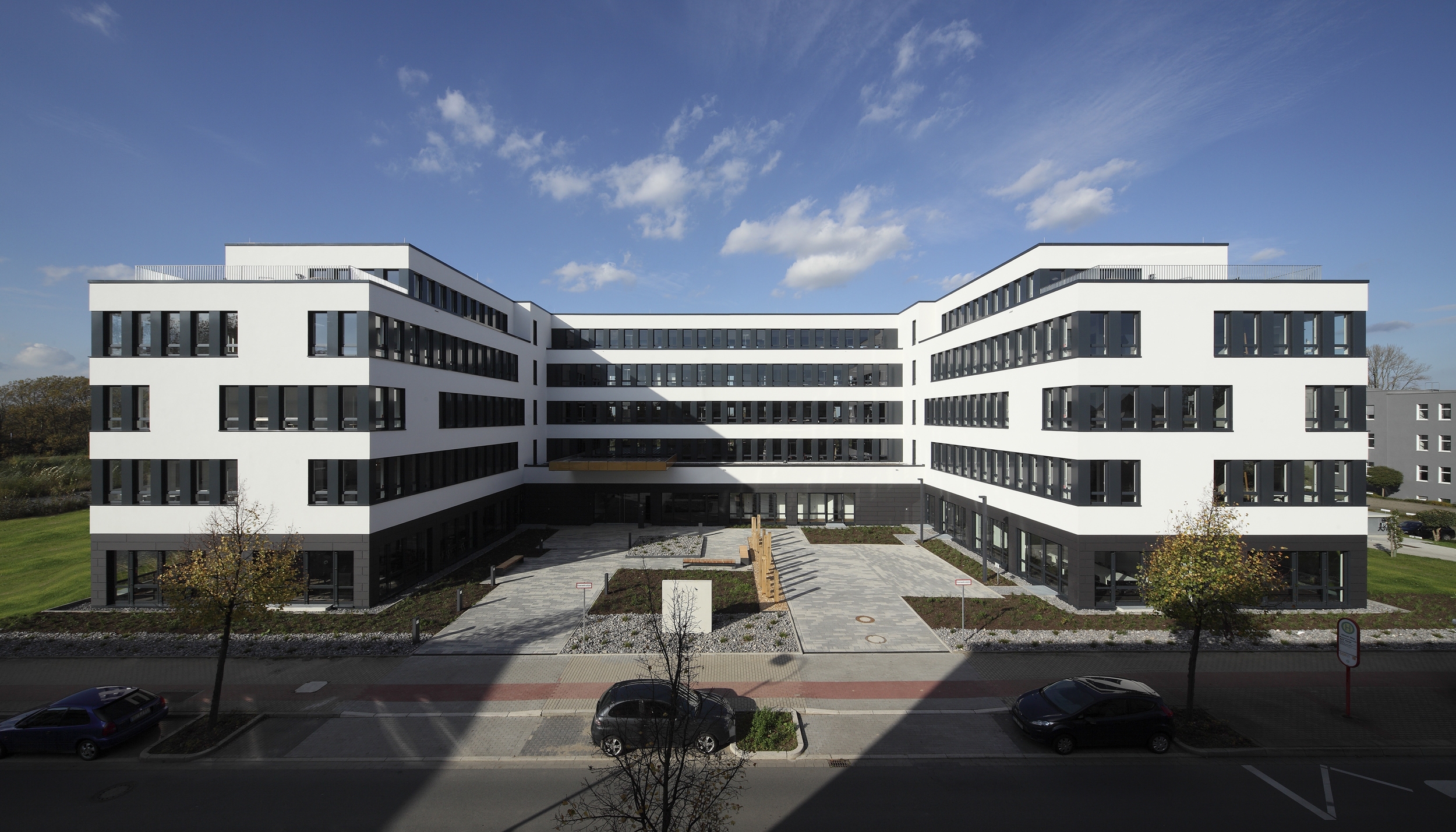
Adesso SE, Hauptsitz Dortmund

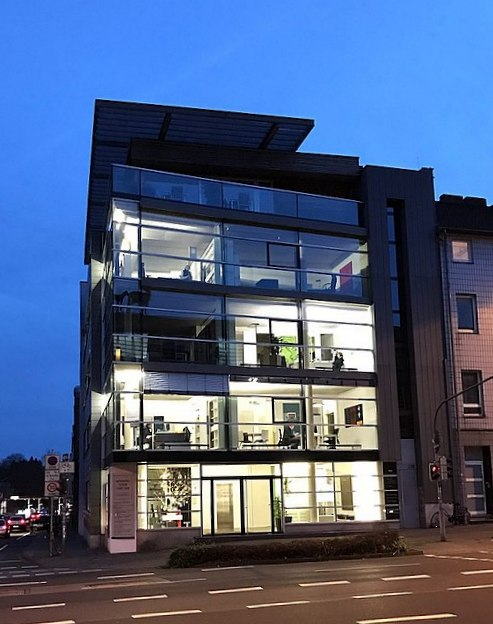
Adesso SE, Standort Aachen

Die Adesso SE (Eigenschreibweise: adesso) ist ein börsennotiertes Beratungs- und IT-Dienstleistungsunternehmen mit Hauptsitz in Dortmund.
Adesso wird in der Lünendonk-Liste 2025 auf Platz 4 von 25 der führenden IT-Beratungs- und Systemintegrations-Unternehmen in Deutschland gelistet. Vor Überschreiten des Größenkriteriums für die Liste der 25 führenden mittelständischen IT-Beratungen hatte Adesso 2020 bereits Platz 1 erreicht.
Die Kernbranchen des Beratungsunternehmens sind Versicherungen/Rückversicherungen, Banken/Finanzdienstleistungen, Gesundheitswesen, öffentliche Verwaltung, Automobilindustrie, Maschinenbau und Fertigungstechnik, Handel sowie Energie- und Wasserwirtschaft.

## Geschichte
Die Adesso Beratungsgesellschaft für Software-Prozess-Management GmbH wurde 1997 in Dortmund gegründet. Im Jahr 1999 wurden Tochtergesellschaften gegründet, die mittlerweile unter e-Spirit AG und Adesso mobile solutions GmbH firmieren. 2000 erfolgte ein Wechsel der Rechtsform und die Umfirmierung zur Adesso AG. Zu diesem Zeitpunkt arbeiteten bei Adesso rund 100 Mitarbeiter.
Am 17. März 2006 wurde bekannt, dass die Adesso AG und die börsennotierte BOV AG (Essen) fusionieren wollen. Diese Absicht wurde von den Hauptversammlungen der beiden Unternehmen, zunächst von der Adesso AG am 14. Juli 2006 und danach von der BOV AG am 25. Juli 2006, bestätigt. Im Rahmen der Verschmelzung von Adesso und BOV AG übernahm Adesso per Reverse Takeover die Börsennotiz der BOV AG. Im Mai 2008 wurden die neuen Adesso-Aktien aus der Kapitalerhöhung zur Durchführung der Verschmelzung zum Handel am regulierten Markt der Frankfurter Wertpapierbörse zugelassen. Die Aktien der Adesso SE notieren im Segment Prime Standard. Seit 21. März 2022 wird die Adesso SE auch im SDAX notiert und gehört damit zu den 70 größten Unternehmen in Bezug auf die Marktkapitalisierung der Aktien im Streubesitz unterhalb von DAX und MDAX.
Das Wachstum der Adesso Group wurde durch Akquisitionen ergänzt, von denen einige später auf die Muttergesellschaft oder Tochtergesellschaften verschmolzen wurden oder deren Geschäftsbetrieb von diesen fortgeführt wurde. Hierzu zählen die 2006 übernommene GADIV GmbH, die 2012 übernommene Arithnea GmbH sowie die 2016 übernommene Smarthouse Media GmbH, die 2020 auf die adesso SE verschmolzen wurden. Im Jahr 2013 wurde der Geschäftsbetrieb der 2010 übernommenen evu.it GmbH im Rahmen eines Asset Deals auf die Adesso AG übertragen. In der Schweiz wurde die 2015 übernommene Born Informatik AG, Bern, nach dem Unternehmenszusammenschluss auf die in Zürich ansässige Adesso Schweiz AG verschmolzen.
Am 7. Januar 2019 gab Adesso bekannt, dass die Umwandlung der Gesellschaft in eine Europäische Aktiengesellschaft vorbereitet wird. Die Umwandlung wurde am 27. November 2019 mit der Änderung im Handelsregister abgeschlossen.
Zur Fokussierung auf das Geschäft als branchenspezifischer IT-Dienstleister und Produktanbieter wurde am 19. März 2021 der Verkauf des Tochterunternehmens e-Spirit AG beschlossen, welches das Content-Management-System FirstSpirit entwickelt und vertreibt.

## Logo

Logo bis 2014

Das Logo des Unternehmens adesso setzt sich aus einem blauen Schriftzug mit dem italienischen Wort „adesso“, was „jetzt“ bedeutet, sowie einem abknickenden grauen Strich zusammen. Dieser abgeknickte Strich ist als Symbol für die beiden Zeiger einer Uhr zu verstehen und unterstreicht somit erneut die Bedeutung des Firmennamens.
Bis zum Jahr 2014 war das Logo ein weißer Schriftzug auf blauem Grund.

## Dienstleistungen und Produkte
Adesso gliedert das Geschäft in die Segmente IT-Services und IT-Solutions. Das Segment IT-Services beinhaltet IT-, Strategie- und Managementberatung sowie individuelle Softwareentwicklungs-Projekte. IT-Solutions umfasst das Softwareprodukt- und Lösungsgeschäft, vor allem die Standardsoftwareproduktfamilie in|sure für die Versicherungswirtschaft und ein Produkt, das Webinhalte für Mobiltelefone aufbereitet.

## Tochterfirmen und Beteiligungen
In Form der adesso Group nimmt die adesso SE für eine Vielzahl von Tochtergesellschaftern eine Holding-Funktion wahr.

## Standorte
Neben dem Hauptsitz in Dortmund ist Adesso in Deutschland in 32 (Stand 4/2025) Städten vertreten. Landesgesellschaften gibt es in Bulgarien, Finnland, Indien, Italien, Niederlande, Rumänien, Saudi-Arabien, Schweden, der Schweiz, Spanien, der Türkei, Ungarn, dem Vereinigten Königreich und Österreich.

## Aktionärsstruktur
(Stand: 06/2025)
- Setanta GmbH, Pool (Volker Gruhn) – 27,4 %
- Rainer Rudolf / RDF Familienstiftung – 16,2 %
- Ludwig Fresenius – 6,7 %
- Eigene Aktien – 1,9 %
- Streubesitz – 47,8 %